# UFC 29
UFC 29: Defense of the Belts（ユーエフシー・トゥエンティナイン：ディフェンス・オブ・ザ・ベルツ）は、アメリカ合衆国の総合格闘技団体「UFC」の大会の一つ。2000年12月16日、東京都江東区のディファ有明で開催された。

## 大会概要
メインイベントのUFC世界ミドル級（後のライトヘビー級）タイトルマッチでは、王者ティト・オーティズが挑戦者近藤有己を降し、王座の初防衛に成功した。
UFC世界ライト級（後のウェルター級）タイトルマッチでは、王者パット・ミレティッチが挑戦者山本喧一を降し、4度目の王座防衛に成功した。
本大会は、SEG社が開催した最後のUFCの大会であり、SEG社は財政状況の悪化により本大会後にUFCをズッファに売却した。また同時期にUFC-J事務局が解散することにより、同事務局が運営する形の日本大会も本大会が最後となった（次に日本大会が開催されたのはUFC 144）。
日本ではケーブルテレビ・衛星放送チャンネルのJ SKY SPORTS（現・J SPORTS）で2001年1月7日に録画中継された。
シドニーオリンピック銀メダリストマット・リンドランドがUFCに初出場した。

## 試合結果

### プレリミナリィカード
第1試合 ミドル級 5分3R
○  チャック・リデル vs.  ジェフ・モンソン ×
3R終了 判定3-0（30-27、30-27、30-26）
第2試合 ライト級 5分3R
○  デニス・ホールマン vs.  マット・ヒューズ ×
1R 0:20 腕ひしぎ十字固め

### メインカード
第3試合 ミドル級 5分3R
○  エヴァン・タナー vs.  ランス・ギブソン ×
1R 4:48 TKO（レフェリーストップ：マウントパンチ）
第4試合 ライト級 5分3R
○  ファビアノ・イハ vs.  高瀬大樹 ×
1R 2:24 TKO（レフェリーストップ：パウンド）
第5試合 ミドル級 5分3R
○  マット・リンドランド vs.  安生洋二 ×
1R 2:58 TKO（レフェリーストップ：マウントパンチ）
第6試合 UFC世界ライト級タイトルマッチ 5分5R
○  パット・ミレティッチ vs.  山本喧一 ×
2R 1:58 フロントチョーク
※ミレティッチが王座の4度目の防衛に成功
第7試合 UFC世界ミドル級タイトルマッチ 5分5R
○  ティト・オーティズ vs.  近藤有己 ×
1R 1:52 ネックロック
※オーティズが王座の初防衛に成功